# Sukadana (Cimanggung)
Sukadana is een bestuurslaag in het regentschap Sumedang van de provincie West-Java, Indonesië. Sukadana telt 5514 inwoners (volkstelling 2010).